# 네 얼간이와 장례식
《네 얼간이와 장례식》(A Few Less Men)은 오스트레일리아에서 제작된 마크 램프렐 감독의 2017년 코미디 영화이다. 데이커 몽고메리 등이 주연으로 출연하였다.

## 출연

### 주연
- 데이커 몽고메리
- 자비에르 사무엘
- 크리스 마셜
- 라이안 코어

### 조연
- 케빈 비숍
- 사샤 호러
- 데보라 메일맨
- 셰인 제이콥슨